# Julian Serlachius
Johan Julian Serlachius, född 20 december 1854 i Kuopio, död 16 april 1925 i Helsingfors, var en finländsk jurist och  justitieråd. Han var halvbror till Allan Serlachius och far till Eric J. Serlachius.
Serlachius blev student 1870, juris kandidat 1878 och juris doktor 1881 och samma år docent i Helsingfors. Han innehade därefter olika domarämbeten och blev hovrättsråd i Viborg 1897, medlem av senatens justitiedepartement, varifrån han dock avgick efter kort tid av patriotiska skäl. Åren 1901–1918 var han direktör i aktiebolaget "Städernas i Finland Hypotekskassa" i Helsingfors och 1919 –1924 var han medlem av Högsta domstolen. 
Serlachius utarbetade förslag till bland annat sjölag och till lagar om sjömän, skogsskydd och var även delaktig i lagarna om ny lantdagsordning, vallagen och lagen om handelskammare.
Serlachius gjorde sig bemärkt som författare av juridiska läroböcker och han intresserade sig framför allt för den finska civilrätten, som han försökte systematisera på grundval av äldre rätt.